# 永弘院
永弘院（ようこういん/えいこういん）は、名古屋市千種区にある臨済宗妙心寺派の寺院。山号を上野山と称する。本尊は薬師如来。開基（創立者）は下方貞清。開山（初代住職）は義雲祖嚴禅師（ぎうんそげんぜんじ）。

## 歴史
戦国時代の天文7年（1538年）に、信州小笠原家の後裔である下方氏一族の下方貞清が義雲祖嚴を開山とし、居城である上野城の北東にある藥師堂に祀られていた薬師如来を本尊として寺院を建立した。
貞清は、戦乱の世が進み戦場を駆け巡る日々が多くなると、武運長久と一族の安穏を祈願するために信仰していた勝軍地蔵菩薩を祀るための堂を寄進し、寺を心の拠り所とした。
しかしながら突如、本能寺の変により下方氏一族の存亡の危機が訪れることとなり、永弘院も檀越である下方氏の荒廃と命運を共にしていくこととなった。
歴代住職の厳格な宗風により、上野村の禅寺として村々の人々に支えられ、少しずつ伽藍を整えていったが、幾度となく災厄に遭い、5世・言峰如侃、9世・魏峰祖欽､14世・孝山玄裕の代に大規模な再建がされた。
近年では、1945年（昭和20年）5月14日の名古屋大空襲により、山門・鐘楼を残して悉く灰燼に帰し諸堂宇を焼失したが、人々の熱心な信仰に支えられ、本堂、納骨堂、庫裡、書院、玄関、隠寮、地蔵堂、茶室、塀等が逐次再建・新築され、今日に見る伽藍となる。
末寺として法蔵寺・万福寺・桃善菴があったが、現在はない。

## 所在地
名古屋市千種区上野1丁目4-18